# Cucullia anatoliensis
Cucullia anatoliensis là một loài bướm đêm trong họ Noctuidae.